# HAS-160
 (décembre 2022).
Si vous disposez d'ouvrages ou d'articles de référence ou si vous connaissez des sites web de qualité traitant du thème abordé ici, merci de compléter l'article en donnant les références utiles à sa vérifiabilité et en les liant à la section « Notes et références ».
 (décembre 2022).
HAS-160 est une fonction de hachage cryptographique conçue pour une utilisation avec l'algorithme de signature numérique coréen KCDSA. Il s'agit d'un dérivé de SHA-1 assorti d'évolutions visant à améliorer sa sécurité. Il produit une empreinte de 160 bits.
HAS-160 est utilisé de la même manière que SHA-1. Il effectue d'abord un remplissage des données en entrée et les divise en blocs de 512 bits. Une fonction de résumé modifie les valeurs de hachage intermédiaires en traitant les blocs chacun leur tour.
L'algorithme comporte 80 étapes.